# Astrid S
Astrid Smeplass, med artistnamnet Astrid S, född den 29 oktober 1996 i Rennebu i Trøndelag i Norge, är en norsk sångerska och låtskrivare, bosatt i Oslo. Hon kom på femteplats i norska Idol 2013 och har släppt låtar som 2AM och Running Out tillsammans med Matoma. Smeplass har även samarbetat med Shawn Mendes på hans debutalbum Handwritten som toppade den amerikanska Billboard-listan under 2015. 2016 var Astrid S förband till Troye Sivan på hans Europaturné och samma år, den 20 maj, släpptes även hennes självtitulerade debut-EP Astrid S.

## Biografi
Astrid Smeplass började med musiken i tidig ålder. Vid sex års ålder började hon ta pianolektioner för att sedan även ta sånglektioner, dessutom är hon självlärd på gitarr. Smeplass gick en idrottslinje på gymnasiet då hon spelade fotboll, men hoppade sedan av skolan för att satsa på musiken.
År 2013 deltog hon i den norska versionen av musikprogrammet Idol, där hon slutade på en femte plats. I samband med Idol-deltagandet släppte hon låten Shattered och under 2014 släppte hon sin delvis egenskrivna debutsingel 2AM. Under 2015 samarbetade hon med flera artister såsom Shawn Mendes och Matoma. Smeplass vann även två priser under norska P3 Gull 2015: Årets nykomling och Årets låt för 2AM.

## Diskografi

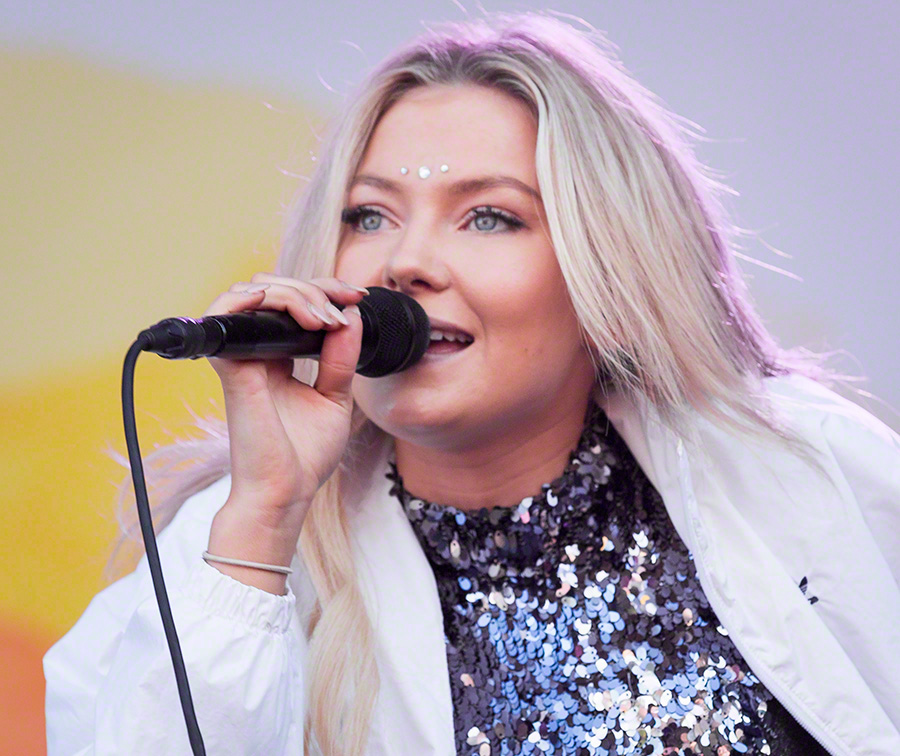
Astrid S på Stavernfestivalen 2016

### Singlar
- "Shattered" (2013)
- "Undressed" – Cover (med Julie Bergan) (2013)
- "2AM" (2014)
- "FourFiveSeconds" – Cover (2015)
- "Hyde" (2015)
- "Paper Thin" (2016)
- "Hurts so Good" (2016)
- "Breathe" (2017)
- "Emotion" (2018)

### EP
- 2AM (Remixes) (2015)

1. "2AM (Matoma Remix)" – 3:55
2. "2AM (Dandy Lion Remix)" – 3:32
3. "2AM (SevnthWonder Remix)" – 3:32
4. "2AM (Rootkit Remix)" – 3:42
5. "2AM (Loveless Remix)" – 3:30

- Astrid S (2016)

1. "Paper Thin" – 3:28
2. "Hurts So Good" – 3:29
3. "Jump" – 3:14
4. "Atic" – 3:34
5. "I Don’t Wanna Know" – 2:56

- Party's Over (2017)

1. "Breathe" – 3:32
2. "Such A Boy" – 3:31
3. "Sushi - Interlude" – 1:25
4. "Bloodstream" – 3:55
5. "Party's Over" – 3:17
6. "Does She Know" – 3:43

### Samarbeten
- Shawn Mendes – "Air" från albumet Handwritten (2015)
- iSHi – "Dawn" från Spring Pieces (2015)
- Avicii – "Waiting for Love" (Akustisk version med Prinston) från EP:n Waiting For Love Remixes (2015)
- Matoma – "Running Out" – Singel (2015)
- CLMD – "Dust" – Singel (2016)

## Priser och nomineringar
| Utmärkelser | Utmärkelser             | Utmärkelser      | Utmärkelser              | Utmärkelser |
| År          | Givare                  | Kategori         | Mottagare/Nominerat verk | Resultat    |
| ----------- | ----------------------- | ---------------- | ------------------------ | ----------- |
| 2015        | MTV Europe Music Awards | Bästa Norska Akt | Astrid S                 | Vinst       |
| 2015        | P3 Gull                 | Årets Nykomling  | Astrid S                 | Vinst       |
| 2015        | P3 Gull                 | Årets Låt        | "2AM"                    | Vinst       |